# Bitter & Sweet
Bitter & Sweet è il quarto album della cantante giapponese J-pop Beni Arashiro, pubblicato il 2 settembre 2009 dalla Nayutawave Records/Universal Music Japan. L'album è arrivato alla quinta posizione della classifica Oricon degli album più venduti in Giappone, ed ha venduto 109 940 copie.

## Tracce
CD
1. Bitter & Sweet Intro
2. Kiss Kiss Kiss
3. Zutto Futari de (ずっと二人で)
4. Koi Kogarete (恋焦がれて; Yearning for Love)
5. Dakishimete feat. Dohzi-T (抱きしめて)
6. Anything Goes!!
7. stardust
8. KIRA☆KIRA☆
9. GO ON
10. Shinjisasete (信じさせて)
11. nice & slow
12. STAY
13. Beautiful World
14. Mou Nido to... (もう二度と・・・)
15. Kiss Kiss Kiss DJ HASEBE REMIX (bonus track)

DVD
1. Mou Nido to... (もう二度と・・・) (PV)
2. Kiss Kiss Kiss (PV)
3. Koi Kogarete (恋焦がれて) (PV)
4. Zutto Futari de (ずっと二人で) (PV)
5. The Boy Is Mine (feat. Tynisha Keli) (ザ・ボーイズ・イズ・マイン) (PV) (Brandy & Monica cover)
6. Superstar (PV) (The Carpenters cover)